# Turn It into Love
"Turn It into Love" er en sang af den australske sangerinde Kylie Minogue fra hendes debutalbum Kylie (1988). Sangen blev udgivet som albummets sjette og sidste single i Japan og blev skrevet af Stock, Aitken og Waterman.

## Sporliste
Japansk 7" single og 3" CD
1. "Turn It into Love" – 3:35
2. "Made in Heaven" – 3:24